# Суралага (район)
Сурала́га (індонез. Suralaga) — один з 20 районів округу Східний Ломбок провінції Західна Південно-Східна Нуса у складі Індонезії. Розташований у центральній частині. Адміністративний центр — селище Суралага.
Населення — 52933 особи (2012; 52173 в 2011, 51940 в 2010, 49481 в 2009, 48824 в 2008).

## Адміністративний поділ
До складу району входять 5 селищ та 2 села:
| Населений пунт            | Населення, осіб (2010) |
| ------------------------- | ---------------------- |
| Анджані, селище           | 13833                  |
| Багік-Паюнг, село         | 9461                   |
| Багік-Паюнг-Селатан, село | 4307                   |
| Керонгконг, селище        | 3961                   |
| Мекар-Джая, селище        | 5257                   |
| Суралага, селище          | 6709                   |
| Тебабан, селище           | 8412                   |